# Folke Sällström
Folke Pehr Fredrik Sällström, född 9 oktober 1908, död 8 april 1998, var en svensk sångare (baryton), sångpedagog och museiman.
Sällström studerade sång vid Kungliga Musikkonservatoriet 1929–1933 och blev fil.lic. i fornkunskap 1942. Han var anställd vid Nordiska museet 1934–1936, vid Historiska museet 1937–1953, amanuens vid Myntkabinettet 1946, antikvarie 1952. Han debuterade som konsertsångare 1936 och var sångpedagog vid Stockholms borgarskola 1943–1975 och vid Kungliga Musikhögskolan 1953–1974. Han invaldes som ledamot nr 726 av Kungliga Musikaliska Akademien den 24 februari 1966 och var styrelseledamot i akademien 1966–1970. Han erhöll professors namn 1970.

## Diskografi
- Sjöberg, Birger; Sällström Folke (1964). Visor ur Fridas tredje bok. Libris 11536397
- Bellman, Carl Michael; Sällström Folke, Bengtsson Roland (1972). Ur Fredmans epistlar. Libris 11536179
- Bellman, Carl Michael; Adolphson, Olle; Körberg, Tommy; Samuelson, Mikael; Sällström, Folke; Taube, Sven-Bertil; Vreeswijk, Cornelis; Åkerström ,Fred (1994). Fredmans epistlar CD 1 & 2 .. Proprius. Libris 11547845
- Bellman, Carl Michael; Engblom, Jerker; Falk, Axel; Körberg, Tommy; Samuelson, Mikael; Sällström, Folke; Vreeswijk, Cornelis; Åkerström, Fred (1994) (på obestämt språk). Fredmans epistlar CD 5 & 6 .. Proprius. Libris 11547847